# David Meredith Seares Watson
David Meredith Seares Watson (Higher Broughton, perto de Salford, Lancashire, 18 de junho de 1886 — 23 de julho de 1973) foi um zoólogo e paleontólogo britânico.
Foi professor de zoologia e anatomia comparada na  "University College" de Londres, de 1921 a 1951. Foi eleito membro da Royal Society em 1922.
Suas principais contribuições, além dos estudos sobre as plantas fósseis no inicio da sua carreira, foram sobre a paleontologia dos animais vertebrados e mais particularmente sobre os répteis. Durante as suas viagens,  acumulou uma vasta coleção de vegetais.
Recebeu numerosas recompensas e honrarias acadêmicas, entre elas, a Medalha Lyell em 1935 e a Medalha Wollaston em 1965 pela Sociedade Geológica de Londres; a Medalha Mary Clark Thompson em 1941 pela United States National Academy of Sciences; a Medalha Darwin em 1942 pela Royal Society; a Medalha Linneana em 1949 e a Medalha de prata Darwin-Wallace em 1958 pela Sociedade Linneana de Londres.

## Obras
- "Palaeontology and the Evolution of Man", 1928
- "The Animal Bones from Skara Brae", [1931
- "Science and Government", 1942
- "Paleontology and Modern Biology", 1951